# Agroeca maculata
Espèce
Synonymes
- Leptodrassus kalbicus Savelyeva, 1972

Agroeca maculata est une espèce d'araignées aranéomorphes de la famille des Liocranidae.

## Distribution
Cette espèce se rencontre en Russie, en Géorgie et au Kazakhstan.

## Description
La carapace du mâle holotype mesure 2,25 mm de long et l'abdomen 2,5 mm.

## Systématique et taxinomie
Cette espèce a été décrite par L. Koch en 1879.
Leptodrassus kalbicus a été placée en synonymie par Mikhailov et Marusik en 1996.

## Publication originale
- L. Koch, 1879 : « Arachniden aus Sibirien und Novaja Semlja, eingesammelt von der schwedischen Expedition im Jahre 1875. » Kongliga Svenska Vetenskaps Academiens nya Handlingar, vol. 16, no 5, p. 1-136.